# José Eugenio Soriano García
José Eugenio Soriano García  (Málaga, 1951) es un jurista y catedrático de Derecho español.

## Biografía
Tras licenciarse en Derecho por la  Universidad Complutense de Madrid en 1973 y doctorarse por la Universidad de Bolonia, en 1975, accede a la Cátedra de Derecho Administrativo de la Universidad de Extremadura,  en 1987. Permanece en ella hasta 2008 en la que se transfiere a la Universidad Complutense, ejerció el cargo de Director del Departamento de Derecho Administrativo de la Universidad.
Durante los años 1991 a 1995, fue Vocal de  Tribunal de Defensa de la Competencia. Ha sido miembro de la Comisión de Expertos para la elaboración del Estatuto de Autonomía de Extremadura. 
Autor de numerosas monografías jurídicas, es especialmente destacable su “Derecho Público de la Competencia” y sus trabajos sobre Derecho Urbanístico y Derecho Europeo.

## Obra (selección)
- “Reglamentos y directivas en la jurisprudencia comunitaria”.

- “Comunidades autónomas y Comunidad Europea”.

- “Desregulación, Privatización y Derecho Administrativo”.

- “Hacia la tercera desamortización.  (Por la reforma de la Ley del Suelo)”.

- “Derecho Público de la Competencia”.

- "Lucha contra la morosidad y la contratación administrativa. La defensa de la competencia en España”.

- "El Poder, la Administración y los Jueces" (A propósito de los nombramientos por el Consejo General del Poder Judicial).

- "Claves de Derecho Ambiental" (3 volúmenes).